# Eva Váňová
Eva Váňová (Partizánske, 16 settembre 1962) è un'ex cestista slovacca, fino al 1992 cecoslovacca.

## Carriera
Con la Slovacchia ha disputato i Campionati europei del 1993.